# Noddy Holder
Noddy Holder właśc. Neville John Holder (ur. 15 czerwca 1946) – angielski muzyk rockowy. Wokalista i gitarzysta brytyjskiego glamrockowego zespołu Slade.
Współautor przeboju zespołu Slade „Merry Christmas Everybody” z 1973 roku.